# おしゃぶり訴訟
おしゃぶり訴訟とは、2006年5月31日、おしゃぶりを3歳まで使い続けたところ、歯列や顎が変形するなど深刻な障害が残ったとして、横浜市の女児と母親がおしゃぶりを販売した大手ベビー用品メーカーコンビに、1,000万円の損害賠償を求めて東京地方裁判所に起こした訴訟を指して言う。

## 概要
2008年3月21日、東京地裁（菅野雅之裁判長）で和解が成立した。同社から解決金が支払われるとみられるが、金額は明らかにされていない。和解条項には、「コンビは、おしゃぶりが子供の歯やあごなどに与える影響について情報収集に努め、製品の改良や適切な使用表示の実現に向けて、努力を継続する」などの一文が盛り込まれた。
訴えられたコンビのNUKおしゃぶりは、ドイツのコンドームメーカーMAPA社が開発したものを、1992年にコンビがNUKブランド販売権を獲得し製造販売していたもの。ラテックス製とシリコーンゴム製の2種類がある。パッケージには「特殊な形状があごや歯の発育を助ける」といった「メリット」が記されているが、顎などの正常な発達を阻害しうる「デメリット」については記載がない。
訴訟を起こした原告側は、おしゃぶりの過度の使用は控えた方がよいという注意表示がパッケージなどにないことを問題視し、「（メーカー側が）適切な情報を与えず、指示・警告上の欠陥がある」と主張していた。訴訟和解後コンビは、MAPA社とのNUKブランド販売権が2010年3月31日契約終了することに伴い、NUKブランドの製造販売を中止した。
事件の背景としては、訴訟当時、おしゃぶりの使用をめぐって研究者の間でも意見が分かれ、育児現場が混乱していたことが挙げられる。FNNスーパーニュースの中で木村太郎は、母子健康手帳改正や商品パッケージの改善など、訴訟の成果を高く評価した。

## 影響
この訴訟の和解を受けて、コンビ社はおしゃぶりのパッケージやホームページ上におしゃぶり使用上の注意記載を行い、また、他のメーカー（ピジョン社等おしゃぶり販売メーカー）もこれに追随し、商品に注意記載をするようになった。コンビと東京歯科大学小児歯科学教室は共同で、哺乳期からの口腔発育について研究するために、プライマリーオーラルケア研究会を2009年11月に発足させた。   
厚生労働省は、日本医師会・日本歯科医師会・日本産婦人科学会・日本産婦人科医会・日本小児科学会・日本小児科医会等、関係諸団体の了承のもと、平成19年度の母子手帳より「おしゃぶりの長期間の使用によるかみ合わせへの影響について」の記述を新規追加して改正した。
経済産業省は、消費生活用製品安全法改正の際、「おしゃぶり誘発性の歯列、顎、顔の変形症」について、省令で定める「身体の障害」、政令で定める「治療・治癒に30日以上要するもの」に該当するものとして、販売メーカーに「重大製品事故」として、事故発生を知った日から10日以内の経済産業省への報告を義務付けた。